# Eenoogkreeftjes

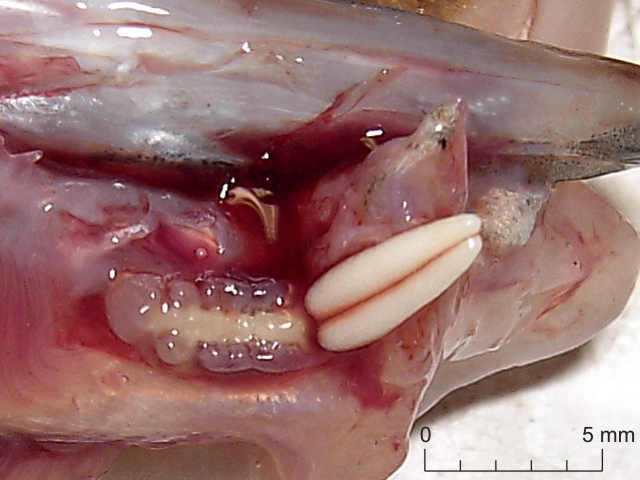
Acanthochondria cornuta, een parasitair eenoogkreeftje op bot voor de Belgische kust

Eenoogkreeftjes of roeipootkreeftjes (Copepoda) vormen een groep kleine kreeftachtigen. De soorten komen wereldwijd voor en kunnen zowel in zout als zoet water algemeen voorkomen. Er zijn meer dan 13.000 soorten beschreven, waarvan 2800 in zoet water voorkomende soorten. Een bekende groep zijn de in zoet water levende roeipootkreeftjes uit het geslacht Cyclops, die algemeen voorkomen in sloten.

## Kenmerken
Eenoogkreeftjes hebben net als alle kreeftachtigen een kop, borststuk en achterlijf, waarbij de kop en het borststuk zijn vergroeid. Dit kopborststuk is bij de eenoogkreeftjes bol van vorm. Het staartachtige achterlijf is meer langwerpig van vorm. Eenoogkreeftjes lijken sprekend op elkaar. Ze verschillen van elkaar in de details, zoals het aantal rijen haarachtige structuren op de verschillende delen van het lichaam of de vorm van de pootjes.

## Leefwijze
Veel soorten zijn vrijzwemmend en leven van diertjes of planten. Andere leven parasitair op gewervelde dieren zoals vissen. Parasitaire eenoogkreeftjes hebben vaak sterk aangepaste lichaamsvormen.

## Ecologie
Veel eenoogkreeftjes leven planktonisch (in het water drijvend), maar de meeste leven benthisch (op de bodem). De meeste van de vrijlevende eenoogkreeftjes behoren tot de ordes Calanoida, Cyclopoida en Harpacticoida, alhoewel ook in deze groepen parasitaire vormen voorkomen.

## Ordes
- Calanoida
- Cyclopoida
- Gelyelloida
- Harpacticoida
- Misophrioida
- Monstrilloida
- Mormonilloida
- Platycopioida
- Poecilostomatoida worden inmiddels binnen de Cyclopoida geplaatst
- Siphonostomatoida